# Dirk Pfeil
Dirk Pfeil (* 4. Januar 1948 in Köln) ist einhessischer Politiker (FDP) und ehemaliger Vizepräsident des Hessischen Landtags.

## Leben

### Ausbildung und Beruf
Pfeil machte nach dem Abitur eine Lehre zum Industriekaufmann und diente als Soldat auf Zeit der Bundeswehr. Nach einem Studium und Abschluss als Betriebswirt arbeitete er seit 1976 als selbständiger Unternehmensberater in Frankfurt am Main und Konkurs- und Insolvenzverwalter.
Pfeil ist unter anderem Insolvenzverwalter der Gigabell AG. Als Opel-Treuhänder hatte er sich von Anfang an gegen den – letztlich gescheiterten – Verkauf an Magna ausgesprochen.

### Parteilaufbahn
Dirk Pfeil ist seit 1977 Mitglied der FDP und dort in verschiedenen Vorstandsämtern aktiv. So war er 1982 bis 1993 Kreisvorsitzender des FDP-Kreisverbands Main-Kinzig und von März 2004 bis April 2012 Kreisvorsitzender des FDP-Kreisverbands Frankfurt am Main. Seit 1987 war er Mitglied des Landesvorstandes der FDP Hessen und von April 2007 bis März 2015 Schatzmeister.

### Öffentliche Ämter
Kommunalpolitisch war er von 1985 bis 1987 als Gemeindevertreter und stellvertretender Fraktionsvorsitzender in Schöneck sowie 1981 bis 1989 als stellvertretender Fraktionsvorsitzender und Fraktionsgeschäftsführer im Kreistag des Main-Kinzig-Kreises tätig.
Von 1987 bis 1995 war Pfeil Mitglied des Hessischen Landtages, dort Schatzmeister der FDP Landtagsfraktion und 1991 bis 1995 Vizepräsident des Hessischen Landtages.

### Sonstiges Engagement
Dirk Pfeil ist ehrenamtlich
- Honorargeneralkonsul der Republik Mongolei
- Präsident der Deutsch-Mongolischen Gesellschaft e. V. Bonn
- Stellvertretender Vorsitzender der Karl-Hermann Flach Stiftung e. V., Wiesbaden
- Mitglied des Kuratoriums der Sparkassen-Sportstiftung Main-Kinzig, Hanau
- Mitglied des Stiftungsvorstandes Stiftung Franziskanische Bildung und Erziehung, Fulda

Er ist Mitglied in Aufsichts- und Verwaltungsräten (Auswahl)
- Helaba Landesbank Hessen-Thüringen
- Beirat Commerzbank AG, Frankfurt am Main
- Vorsitzender des Aufsichtsrates Deutscher Orden KdöR[2]

### Privates
Dirk Pfeil ist verheiratet und hat drei erwachsene Töchter.

## Politische Positionen
Nach der Niederlage der FDP im Rahmen der Berliner Landtageswahl 2011 erklärte Pfeil gegenüber der Frankfurter Neue Presse, die Masse der Wähler sei zu ungebildet, um die Botschaft der FDP zu verstehen. Daher werde diese nie eine Volkspartei. Liberal zu sein, sei keine Massenmeinung. Auf die Frage, ob ihn der Erfolg der Piraten in Berlin ärgere, erklärte Pfeil, nein, das ärgere ihn nicht, das habe er aufgegeben. Er fügte hinzu: „Ich verzweifle am mangelnden Willen der Wähler, sich ein bisschen schlauer zu machen.“ Die Aussagen führten bei zahlreichen anderen Politikern zu empörten Reaktionen.

## Weblink
- Dirk Pfeil. Abgeordnete. In: Hessische Parlamentarismusgeschichte Online. HLGL & Uni Marburg, abgerufen am 7. Oktober 2024 (Stand 17. Juli 2024).